# Blacus cerinus
Blacus cerinus är en stekelart som beskrevs av Van Achterberg 1976. Blacus cerinus ingår i släktet Blacus, och familjen bracksteklar. Inga underarter finns listade.